# Melodia ta
„Melodia ta” (ang. This melody) – utwór polskiej piosenkarki Dody autorstwa „Hotelu Torino”, Bryskiej oraz Dody. Jest to trzeci singel promujący jej czwarty album studyjny pt. Aquaria. Premiera piosenki odbyła się 7 lipca 2022 na antenie Radia ZET, tego dnia udostępniono również teledysk. Singel dotarł do siódmego miejsca listy TOP 200 aplikacji Shazam. Nagranie zostało w Polsce certyfikowane poczwórną platyną, przekraczając liczbę 200 tysięcy sprzedanych kopii.

## Angielska wersja – „My Melody”
15 lipca 2022 Doda premierowo zaprezentowała anglojęzyczną wersję singla podczas gali Miss Supranational 2022, transmitowanej przed Polsat. Tego dnia utwór został udostępniony na serwisach streamingowych.

## Występy telewizyjne z utworem
| Koncert/gala                               | Data                 | Transmisja telewizyjna | Źródło |
| ------------------------------------------ | -------------------- | ---------------------- | ------ |
| Miss Supranational 2022                    | 15 lipca 2022        | Polsat                 | [ 5 ]  |
| Earth Festival 2022                        | 21 sierpnia 2022     | Polsat                 | [ 6 ]  |
| Magiczne Zakończenie Wakacji               | 27 sierpnia 2022     | Polsat                 | [ 7 ]  |
| Gala PGE Ekstraliga 2022                   | 10 października 2022 | Canal+ Sport 5         | [ 8 ]  |
| Dancing with the Stars. Taniec z gwiazdami | 31 października 2022 | Polsat                 | [ 9 ]  |
| Sylwestrowa Moc Przebojów 2023             | 31 grudnia 2022      | Polsat                 | [ 10 ] |
| Pytanie na śniadanie                       | 3 marca 2023         | TVP2                   | [ 11 ] |
| Love Island. Wyspa miłości                 | 14 marca 2023        | TV4                    | [ 12 ] |
| Koncert „Polska w Sercu”                   | 2 maja 2023          | TVP1                   | [ 13 ] |
| Szansa na sukces                           | 21 maja 2023         | TVP2                   | [ 14 ] |
| Polsat SuperHit Festiwal                   | 26 maja 2023         | Polsat                 | [ 15 ] |
| LX KFPP w Opolu                            | 9 czerwca 2023       | TVP1                   | [ 16 ] |
| Disco pod Gwiazdami                        | 23 czerwca 2023      | Polsat                 | [ 17 ] |
| Miss Polonia 2023                          | 30 czerwca 2023      | TVP2                   | [ 18 ] |
| Igrzyska Europejskie 2023                  | 2 lipca 2023         | TVP1                   | [ 19 ] |
| Roztańczona Polska                         | 16 lipca 2023        | TVP3                   | [ 20 ] |
| Roztańczona Polska                         | 13 sierpnia 2023     | TVP3                   | [ 21 ] |
| Roztańczony PGE Narodowy                   | 30 września 2023     | TVP3                   | [ 22 ] |
| Doda. Dream show - Aquaria Tour            | 3 listopada 2023     | Polsat                 | [ 23 ] |
| Sylwestrowa Moc Przebojów 2023             | 31 grudnia 2023      | Polsat                 | [ 24 ] |
| Magiczne Zakończenie Wakacji               | 24 sierpnia 2024     | Polsat                 | [ 25 ] |
| Lato z radiem                              | 31 sierpnia 2024     | TVP2                   | [ 26 ] |
| Roztańczony PGE Narodowy                   | 28 września 2024     | Polsat                 | [ 27 ] |
| LXII KFPP w Opolu                          | 13 czerwca 2025      | TVP1                   | [ 28 ] |

## Notowania

### Listy airplay
| Kraj   | Notowanie                           | Najwyższa pozycja na liście | Źr.    |
| ------ | ----------------------------------- | --------------------------- | ------ |
| Polska | ZPAV (AirPlay – Top)                | 4                           | [ 29 ] |
| Polska | ZPAV (AirPlay – Nowości)            | 1                           | [ 30 ] |
| Polska | ZPAV (AirPlay – TV)                 | 1                           | [ 31 ] |
| Polska | ZPAV (AirPlay – Największe skoki)   | 4                           | [ 32 ] |
| Polska | ZPAV (AirPlay – Regionalny Top 100) | 1                           | [ 33 ] |

### Listy przebojów
Radio
| Notowanie                                                 | Najwyższa pozycja na liście | Źr.    |
| --------------------------------------------------------- | --------------------------- | ------ |
| Muzyczne Radio (HitPlaneta)                               | 6                           | [ 34 ] |
| Muzyczne Radio (Top30.PL)                                 | 1                           | [ 35 ] |
| Nasze Radio (HitFm)                                       | 16                          | [ 36 ] |
| Polskie Radio Katowice (Lista Przebojów)                  | 1                           | [ 37 ] |
| Polskie Radio Pomorza i Kujaw (Lista Przebojów Radia PiK) | 23                          | [ 38 ] |
| Radio Bielsko (Hit Lista)                                 | 1                           | [ 39 ] |
| Radio Eska (Gorąca 20)                                    | 4                           | [ 40 ] |
| Radio Express (Disco Lista)                               | 1                           | [ 41 ] |
| Radio FaMa (Radioaktywna Lista Przebojów)                 | 1                           | [ 42 ] |
| Radio Park (Lista Przebojów)                              | 1                           | [ 43 ] |
| Radio Parada (HotTop20)                                   | 1                           | [ 44 ] |
| Radio Plus Legnica (Pluslista)                            | 1                           | [ 45 ] |
| Radio Podlasie (Naj 10-tka)                               | 2                           | [ 46 ] |
| Radio RSC (Przebojowa Ćwiartka)                           | 1                           | [ 47 ] |
| Radio Strefa FM (Strefa Aktualnych Hitów)                 | 1                           | [ 48 ] |
| Radio Sud (Lista Hitów)                                   | 1                           | [ 49 ] |
| Radio SuperNova (Super 13)                                | 1                           | [ 50 ] |
| Radio Victoria (Lista przebojów)                          | 1                           | [ 51 ] |
| Radio Zachód (Mniej Więcej Lista)                         | 1                           | [ 52 ] |
| Radio Zet (Lista przebojów Radia Zet)                     | 1                           | [ 53 ] |
| Radio Ziemi Wieluńskiej (Przebojowa Lista)                | 10                          | [ 54 ] |
| Radio „Znad Wilii” (Lista PL)                             | 4                           | [ 55 ] |
| RMF FM (Poplista)                                         | 1                           | [ 56 ] |
| RMF Maxxx (Hop Bęc)                                       | 3                           | [ 57 ] |
| Wietrzne Radio (TOP 15)                                   | 2                           | [ 58 ] |
| Vox FM (Best Lista)                                       | 1                           | [ 59 ] |
| Trendy Radio (Trendy Lista)                               | 1                           | [ 60 ] |

Telewizja
| Notowanie                              | Najwyższa pozycja na liście | Źr.    |
| -------------------------------------- | --------------------------- | ------ |
| 4fun Dance (Top 20)                    | 1                           | [ 61 ] |
| 4fun.tv (Ulubiona 20)                  | 4                           | [ 62 ] |
| Music Box Polska (15! Music Box Chart) | 1                           | [ 63 ] |

## Nominacje i wyróżnienia
| Rok  | Konkurs                | Kategoria                      | Rezultat    | Źr.    |
| ---- | ---------------------- | ------------------------------ | ----------- | ------ |
| 2022 | Plebiscyt Radia Eska   | Premiera Tygodnia              | Wygrana     | [ 64 ] |
| 2022 | Plebiscyt Radia Eska   | Premiera Miesiąca              | Wygrana     | [ 64 ] |
| 2022 | Plebiscyt Radia Eska   | Gorąca 100                     | 63. miejsce | [ 65 ] |
| 2022 | OGAE Song Contest 2022 | Polskie eliminacje do konkursu | 5. miejsce  | [ 66 ] |
| 2022 | Wietrzne Radio         | Przebój lata 2022              | 2. miejsce  | [ 67 ] |
| 2022 | Plebiscyt RMF FM       | Przebój lata 2022              | 5. miejsce  | [ 68 ] |
| 2022 | Plebiscyt RMF FM       | Przebój roku RMF FM 2022       | 5. miejsce  | [ 69 ] |
| 2022 | Plebiscyt Party        | Polski hit roku 2022           | Wygrana     | [ 70 ] |
| 2022 | Plebiscyt 4fun.tv      | Ulubiona 100                   | 71. miejsce | [ 71 ] |

## Certyfikaty
| Kraj          | Certyfikat         | Sprzedaż |
| ------------- | ------------------ | -------- |
| Polska (ZPAV) | 4× platynowa płyta | 200 000+ |